# Halo: Uprising
Halo: Uprising é uma série limitada de histórias em quadrinhos americana quatro edições que se passa no universo de Halo. A série foi escrita por Brian Michael Bendis, ilustrada por Alex Maleev e publicada pela Marvel Comics. Uprising conta uma história entre o final do jogo eletrônico Halo 2 de 2004 e o início de sua sequência, Halo 3, quando a Terra está sendo atacada por um coletivo de raças alienígenas conhecidas como Covenant. A série deveria ser lançada e concluída antes do lançamento do Halo 3 em 25 de setembro de 2007, mas a edição final não apareceu até abril de 2009.
A série foi reunida por Ruwan Jayatilleke, vice-presidente de desenvolvimento da Marvel. Ele obteve a licença para publicar quadrinhos de Halo, incluindo o volume único The Halo Graphic Novel, em 2005. O sucesso crítico e comercial do romance gráfico levou a Marvel a anunciar uma nova série limitada do Halo em 2006, com Jayatilleke atuando como editor da série. Bendis, um fã de longa data de Halo, estava empolgado em adicionar à história da franquia.
A recepção da série foi morna. O estilo artístico da série foi geralmente elogiado. No entanto, a falta de ação focada no Master Chief e o desenvolvimento dos personagens - bem como os atrasos na publicação - levaram a notas de revisões médias. A série teve sucesso comercial e apareceu no topo da lista dos mais vendidos do New York Times Graphic Books.

## Histórico da publicação

Brian Michael Bendis, escritor de Halo: Uprising.

O vice-presidente de desenvolvimento da Marvel, Ruwan Jayatilleke, entrou em contato com a Bungie sobre a extensão da franquia Halo aos quadrinhos. Jayatilleke notou que a dedicação da Bungie em criar um mundo crível atraente para os fãs hardcore e casuais fez da série "uma adaptação atraente" para a Marvel. Em 2005, a Marvel descobriu que a Bungie já havia criado um romance gráfico original, intitulado The Halo Graphic Novel, mas precisava de um editora e distribuidora. Interessados, Brian Michael Bendis e Jayatilleke visitaram a Bungie para aceitar a oferta de publicação do Halo Graphic Novel e para discutir a possibilidade de uma série de histórias em quadrinhos.
The Halo Graphic Novel provou ser um sucesso crítico e comercial; o quadrinho estreou na posição número dois nas paradas de vendas da Diamond Comic Distributors e mais de 100.000 cópias foram publicadas. A Marvel Comics e a Bungie anunciaram a primeira série de quadrinhos limitada de Halo, Halo: Uprising, na San Diego Comic-Con 2006.
Brian Michael Bendis, escritor da série, disse em uma entrevista que estava "honrado" por acrescentar ao lore de Halo. Ele notou que o romance gráficol trouxe "humanidade e perspectiva" para a franquia, algo que não é facilmente transmitido através dos jogos. Bendis descreveu-se como um jogador de longa data de Halo e tinha "feito [sua] Halo lição de casa", ler e jogar tudo de Halo. Bendis afirmou que a Bungie estava aberta para a equipe da Marvel explorar elementos menos conhecidos do universo Halo ou até mesmo trazer novas ideias, em vez de seguir um script ou conjunto de ideias pré-planejadas da Bungie ou da Microsoft. O Philadelphia Daily News sugeriu que uma revista em quadrinhos de Halo atrairia leitores que nunca haviam comprado uma revista em quadrinhos antes. Bendis disse que atrair jogadores casuais para os quadrinhos era um dos principais objetivos da série. Embora o uso de personagens estabelecidos significasse que Bendis tinha que cooperar com a Bungie e a Microsoft, ele disse que não achava que isso era uma restrição. "Você pode ficar cheio e desleixado com total autonomia o tempo todo." A equipe da Bungie permitiu que Bendis explorasse áreas menos conhecidas da história de Halo, das quais ele gostava. Escrever o diálogo para o Master Chief, que não tem rosto e normalmente fica em silêncio durante o jogo, foi um desafio; Bendis descartou grande parte do diálogo elaborado para permitir que o trabalho de Maleev definisse o personagem.
Originalmente, toda a série de quatro edições de Halo: Uprising era para ser publicada antes do 25 de setembro de 2007, o lançamento de Halo 3. Bendis sugeriu que a série poderia ser adiada inesperadamente devido à estreita cooperação entre a Marvel e a Bungie. Por motivos não especificados, o lançamento de todas as edições de Halo: Uprising foram adiados. A data original da edição nº 1 de 15 de agosto de 2007 foi adiada uma semana para 22 de agosto. A data original da edição nº 2 de 29 de agosto foi adiada e lançada em 21 de novembro. A edição nº 3 estava originalmente prevista para lançamento em setembro de 2007, mas foi adiada com a data final de lançamento sendo quase um ano depois no final de agosto de 2008. As constantes revisões da data se tornaram uma piada no fórum do site de fãs Halo.Bungie.Org. A edição nº 4 também sofreu vários atrasos, transferindo um lançamento programado para 31 de outubro de 2007 para 4 de março e depois para 18 de março de 2009. Claude Errera, do Halo.Bungie.Org notou que, dado o histórico da série e o fato de o lançamento da edição ter sido mudado mais de uma dúzia de vezes nessa época, seu lançamento em março seria improvável. Ao anunciar duas novas séries de quadrinhos de Halo pela Marvel em fevereiro de 2009, Jayatilleke informou à IGN que a edição final estava em processo de coloração. A data final de lançamento da edição era 15 de abril. A série foi reunida em um único volume lançado em maio de 2009 (ISBN 0-7851-3647-9). A coleção em capa dura apresenta uma variedade de arte bônus e materiais de "making of".

## Enredo
A história de Uprising começa depois dos eventos de Halo 2, em que o coletivo alienígena conhecido como o Covenant descobre a localização da Terra e inicia uma invasão em larga escala ao mundo natal de seus inimigos. O supersoldado Master Chief está protegido a bordo de uma antiga nave Forerunner. Em um curso definido para a Terra, ele é dominado por uma força de ataque Covenant e acaba inconsciente. Na cena seguinte, o coronel James Ackerson está sendo torturado por forças Covenant em Marte, a quem ele revela a existência de algo chamado "A Chave de Osanalan." Ackerson admite que a Chave está localizada em Cleveland, Ohio. Em Cleveland, a narrativa segue o ponto de vista de um porteiro do hotel chamado Ruwan, quando a cidade é atacada pelas forças Covenant. No caos, ele conhece uma mulher chamada Myras Tyla. Tyla permanece calma, mesmo quando Ruwan se aproxima do pânico total. Os dois são capturados e com outros moradores reunidos em um estádio esportivo. O Covenant declara que os humanos devem abrir mão da localização da Chave para salvar suas vidas; Tyla está confusa, mas Ruwan afirma que sabe exatamente o que é.
A bordo da nave Forerunner, o Master Chief é capturado e interrogado pelas forças Covenant, mas consegue escapar usando uma arma escondida. Na Terra, Ruwan e Tyla escapam da detecção pelo Covenant e se apropriam de um veículo em um esforço para escapar. Ruwan revela que a Chave é de fato um objeto fictício que ele e seu irmão James Ackerson inventaram quando crianças; James falou ao Covenant sobre a Chave, a fim de impedir a destruição completa de Cleveland. Depois de lutar contra as forças Covenant, Ruwan e Tyla são resgatados por fuzileiros e deixam a cidade. O Master Chief tenta matar o líder da Covenant, o Prophet of Truth, mas é descoberto quando ele mira; Truth escapa enquanto o Chief é deixado para matar os guardas do Prophet e encontrar uma saída da nave. Aprendendo que não há como mudar o destino da nave Forerunner, o Chefe pula para a Terra usando um pedaço da embarcação como escudo térmico.
Depois de informar o UNSC sobre a verdadeira natureza da Chave, Ruwan se oferece para "dar" a Chave ao Covenant. Ele é capturado e levado a bordo de uma nave Covenant. Enquanto o Covenant acredita que ele deve ser resgatado devido a um rastreador embutido nele, Ruwan revela que ele é realmente um alvo. Um canhão de Gauss mira em sua posição e destrói a nave. Ao saber que a Chave é uma farsa, os Brutes em Marte decapitam Ackerson. Em um campo de socorro, Tyla escreve uma música sobre Ruwan.

## Recepção
Halo: Uprising foi um sucesso comercial. A primeira edição esgotou em 24 horas, levando a Marvel a reemitir a edição. A edição de coleção em capa dura foi o livro gráfico de capa dura mais vendido da semana terminando em 13 de junho, de acordo com o The New York Times.
A recepção às minisséries variou. O revisor Kevin Powers, do Comics Bulletin, e Richard George, do IGN, elogiaram as seqüências de ação e os visuais de Maleev. O equilíbrio entre ação e história também foi notado positivamente; Powers disse que as duas primeiras sequências da edição de abertura "capturam com maestria o espírito do jogo". Por outro lado, Jesse Schedeen da IGN, revisando a segunda edição, afirmou que o apelo da série foi bastante superficial: "por mais que tentem reproduzir os momentos viscerais [de Halo], Bendis e Maleev simplesmente não conseguem replicar o mesmo sentimento em uma página impressa".
Os revisores criticaram a falta de Master Chief como personagem principal, semelhante à resposta de The Halo Graphic Novel; Schedeen disse que "Master Chief é apenas uma estrela convidada em seu próprio livro" e que ele foi reduzido a explodir alienígenas por grande parte da série. Schedeen achava que havia uma falta de conexões entre a trama de Ruwan e as aventuras do Master Chief, que nunca foram resolvidas satisfatoriamente. O foco dos quadrinhos na subtrama de Ruwan e Myra também foi visto como uma falha grave: Geoff Collins, do Comics Bulletin, em uma revisão da segunda edição, disse que "como fã de quadrinhos, estou interessado [em Ruwan e Myra], mas os fãs de Halo que eu conheço poderiam se importar menos com eles. E a história desta edição gira em torno deles." Schedeen ficou surpreso ao descobrir que ele só começou a se preocupar com eles na edição final. Os muitos atrasos na publicação também eram um ponto de frustração frequente. Schedeen resumiu suas críticas dizendo que estava esperançoso de que as equipes de produção por trás dos próximos livros de Halo "aprendam com os erros cometidos aqui e criem histórias que possam capturar consistentemente o que torna Halo divertido. No mínimo, esperemos que não tenhamos que esperar mais um ano entre os problemas".